# 桑原町 (京都市)
桑原町（くわばらちょう）は京都府京都市中京区の町名である。
京都御苑と南側の京都地方裁判所・京都簡易裁判所に挟まれている。郵便番号604-0976。京都市役所と同じ中京区にあるが、住居はなく、住民はいない。町内を丸太町通が通る。町のほぼ全体が道路で建物は一つも無いが、京都市営バスの裁判所前バス停がある。
京都市歴史資料館によれば、「桑原」とはかつてあった館の名前に由来するという。菅原道真と関連する地名であり、雷避けの呪文として知られる「くわばらくわばら」と関係があるとする説がある。